# Torre de Elahbel
La Torre de Elahbel (también conocida como Torre 13 o Kubbet el 'Arus) era una tumba de torre de piedra arenisca de cuatro pisos cerca de la antigua ciudad de Palmira en Siria. La torre fue una de varias construidas fuera de las murallas de la ciudad de Palmira, en un área conocida como el Valle de las Tumbas. La torre fue importante en la historia de los textiles: en las tumbas de la torre se descubrieron fragmentos de hilos de seda chinos muy antiguos, que datan del siglo I d. C.
Fue demolida con explosivos por el Estado Islámico en agosto de 2015.

## Descripción
La torre era uno de varios edificios funerarios de piedra de varios pisos en una necrópolis a unos cientos de metros fuera de las murallas de la ciudad de Palmira en un área en las colinas al sur y al oeste que se conoció como el Valle de las Tumbas. Se encuentra debajo de la colina Umm al-Bilqis a unos 500 metros (1600 pies) al oeste de las Torres similares de Iamblichus (o Iamlichu, o Yemliko) del año 83 d. C. La torre fue completada en el año 103 d. C. por un aristócrata de Palmira, Marcus Ulpius Elahbelus, y sus tres hermanos, Manai, Shakaiei y Malku; todos ellos fueron hijos de Wahballat, hijo de Manai Elahbel. Se cree que Marcus Ulpius Elahbelus se convirtió en ciudadano romano durante el reinado del emperador Trajano, razón por la cual comparte elementos del nombre de nacimiento del emperador (Marcus Ulpius Traianus). Elahbel era conocido por una inscripción en el Templo de Nabu en Palmira.
La torre de Elahbel era una torre de cuatro pisos de planta aproximadamente cuadrada construida con grandes bloques de piedra arenisca. La planta baja era un poco más grande y retrocedía a los pisos superiores. Una sola puerta en la cara sur de la planta baja conducía al interior con una placa de inscripción y un nicho de cabeza redonda (como una ventana o balcón) que decoraban la pared de arriba, que de otro modo estaría en blanco. Las cámaras interiores estaban decoradas interiormente con pilastras corintias y un artesonado pintado. La torre fue parcialmente reconstruida después de que Gertrude Bell la visitara en 1900, y los visitantes podían subir una escalera interna a la cámara superior de la tumba y luego al techo. En el interior la torre estaba dividida en loculi, compartimentos separados a modo de casilleros o un columbario utilizado para almacenar los sarcófagos de los palmirenos ricos fallecidos, con cada celda sellada con una imagen tallada y pintada del ocupante.

## Destrucción
El sitio que contiene las ruinas de la antigua Palmira, incluida la torre, fue capturado por ISIL en mayo de 2015. Algunas tallas portátiles de las tumbas se habían retirado previamente a un lugar seguro. Otros ya estaban en manos de museos. Después de que ISIL/ISIS destruyera partes de los templos de Baalshamin y Bel a finales de 2015, la Torre de Elahbel y varias otras tumbas de torre menos conservadas fueron voladas en agosto de 2015, incluida la Torre de Jámblico.